# Клінк (Німеччина)
Клінк (нім. Klink) — громада в Німеччині, розташована в землі Мекленбург-Передня Померанія. Входить до складу району Мекленбургіше-Зенплатте. Складова частина об'єднання громад Зенландшафт-Варен.
Площа — 25,42 км2. Населення становить 1128 ос. (станом на 31 грудня 2020).

## Галерея

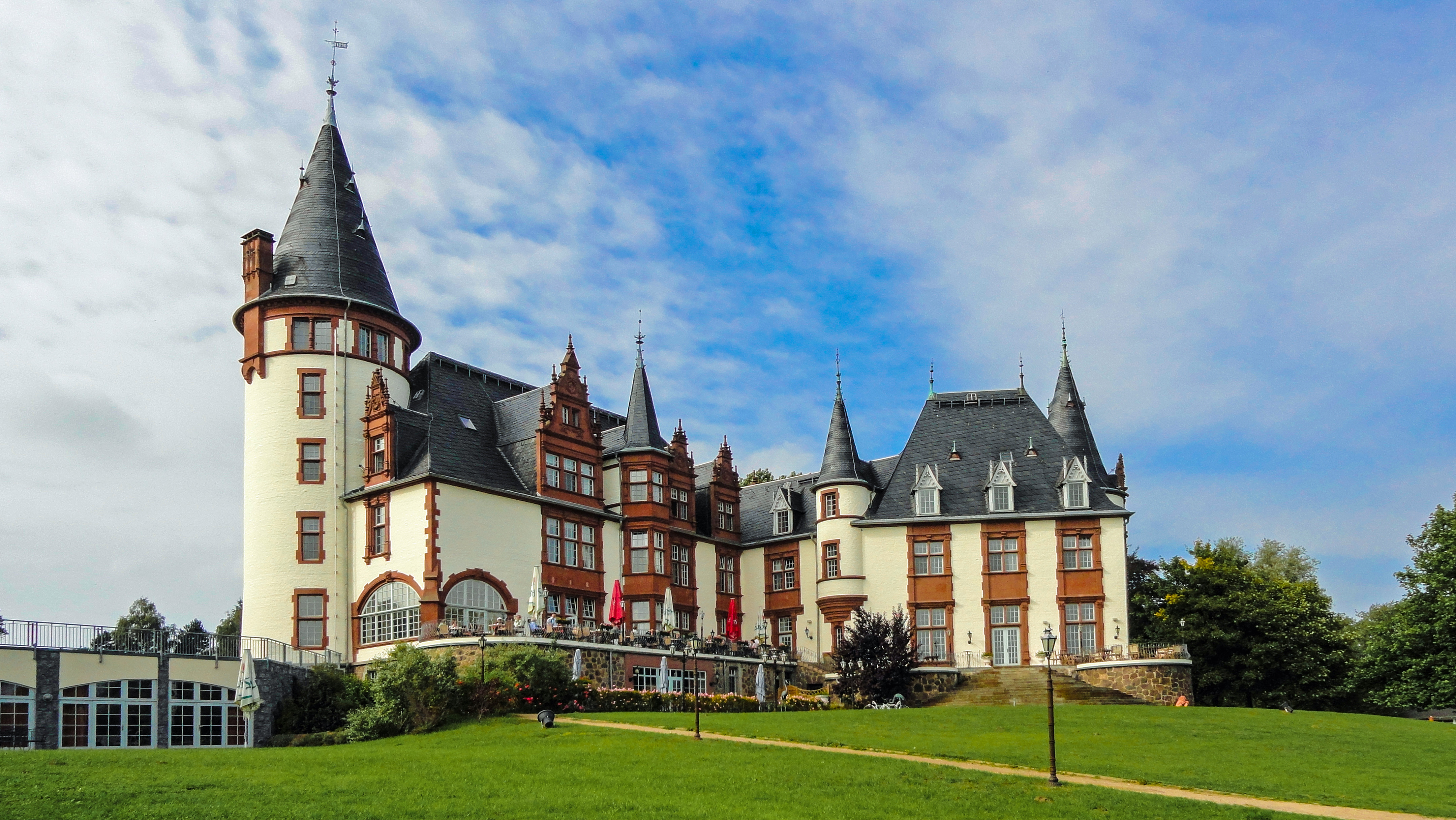
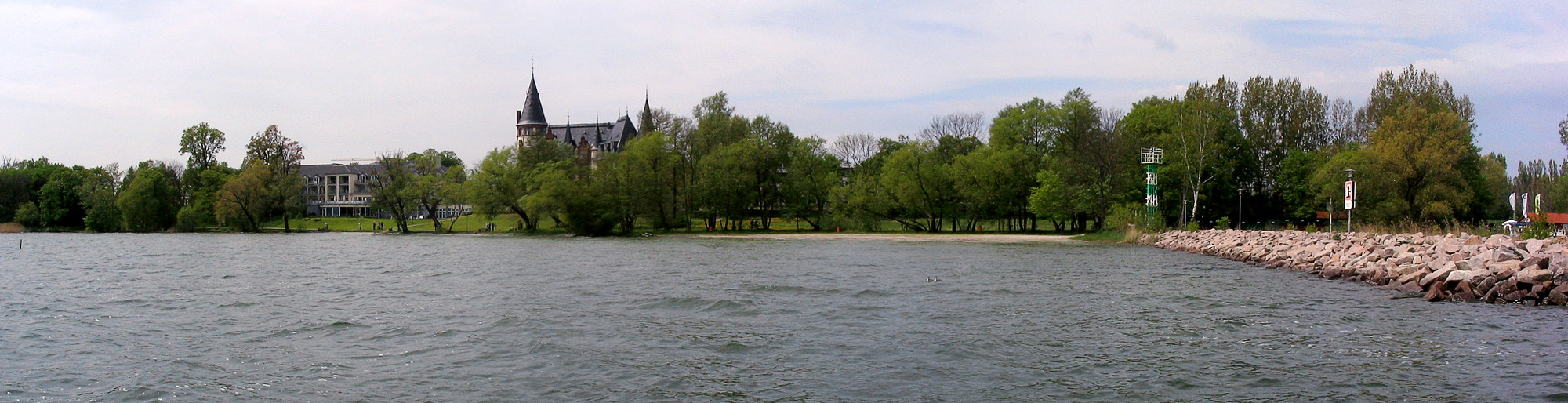